# Соматическая клетка
Соматические клетки (др.-греч. σῶμα — тело) — клетки, составляющие тело (сому) многоклеточных организмов и не принимающие участия в половом размножении. Таким образом, это все клетки, кроме гамет.

## Функция
В некотором смысле соматические клетки нужны только для того, чтобы способствовать выживанию и размножению половых клеток.

## Обмен информацией между соматическими клетками
Способы обмена генетической информацией между соматическими клетками:
1. Трансформация — это генотипическое изменение какого-либо бактериального штамма в результате поглощения ДНК бактерий другого штамма. Происходит ли трансформация соматических клеток в организме, пока остается неясным. Многие исследователи считают, что это вполне возможно.
2. Трансдукция — генетические изменения бактериальных клеток при передаче им инфицирующими их бактериофагами отдельных частей хромосом бактерий других штаммов.
3. Гибридизация — перенос ядерных генов от одной клетки к другой, а также совмещения геномов двух клеток в одной с воспроизведением их в последующих клеточных поколениях. Пока нет оснований утверждать, что такая гибридизация происходит внутри целостного организма, но нет оснований и для отрицания этого.

## Особенности
Приобретаются в процессе дифференцировки:
- структурные. В соматических клетках значительно изменяются числа хромосом, то есть часто наблюдается полиплоидия и гетероплоидия (анеуплоидия). В ряде случаев в ходе жизни культуры количество полиплоидных клеток значительно увеличивается, то есть они как бы вытесняют диплоидные клетки.
- метаболические.
  - В соматических клетках млекопитающих и человека довольно часто наблюдаются различные хромосомные аберрации (фрагментация, делеции, дупликации, инверсии, транслокации). Это характерно бывает и для культуры клеток, и для организмов. С возрастом организма в популяциях клеток нормальных тканей частота хромосомных аберраций увеличивается. Полиплоидизация и хромосомные перестройки, частота которых бывает значительной, указывают на большую изменчивость соматических клеток.
  - В соматических клетках не происходит мейоза и генетические процессы осуществляются на основе митотического цикла.
- химические.

## Соматические и половые клетки
1. Соматические и половые клетки имеют общее происхождение, так как образуются из генетически одинаковых эмбриональных клеток, которые содержат всю генетическую информацию, необходимую для образования клеток различных типов в ходе развития организма.
2. У соматических клеток возникают все виды мутаций, (в том числе под действием различных излучений) характерные и для половых клеток
3. Частоты мутирования в половых и соматических клетках существенно не различаются.

## Соматические клетки в молоке
Одним из важнейших микробиологических параметров качества молока является содержание соматических клеток. Данный показатель не только влияет на сортность и цену продукта, но и на его безопасность для употребления.
Большое содержание соматических клеток в молоке в первую очередь снижает качество молока: ухудшаются его свойства, уменьшается показатель кислотности, отмечается сокращение содержания казеина, жира и лактозы. Из молока, содержащего повышенное количество соматических клеток, нельзя приготовить сыр, творог, масло и кефир, так как молоко становится менее термоустойчивым и хуже свертывается сычужным ферментом.
Если маститное молоко попадает в употребление, болезнетворные микроорганизмы могут вызвать у человека пищевое отравление, расстройство функций ЖКТ, стрептококковую ангину и многое другое. Мастит способствует увеличению количества хлора и натрия в молоке, что приводит к изменению вкуса (продукт получает горький и соленый привкус). 
С 1 июля 2017 года согласно техническому регламенту Таможенного союза «О безопасности молока и молочной продукции» (ТР ТС 033/2013, приложение №5) были введены предельные значения  содержания соматических клеток в приемном молоке — не более 400 тысяч в см3 в сыром молоке, не более 200 тысяч в см3 в сыром молоке для детского питания.

## Значение для генетики
- Изучение наследственности и изменчивости соматических клеток необходимо для решения многих важных проблем: проблему старения, патологии клеток, действия на организм различных физических факторов, а также проблему дифференцировки клеток в онтогенезе и их интеграции в ткани.
- Соматические клетки являются хорошей моделью для изучения индуцированного радиацией мутационного процесса.
- Познание закономерностей возникновения различных соматических мутаций (хромосомных и генных).
- Изучение особенностей передачи наследственной информации как в ряду клеточных поколений, так и от одной соматической клетки к другой, неродственной первой.

В последнее время[когда?] в ряде стран были произведены операции по пересадке органов у человека, но в большинстве случаев они оказываются неудачными в связи с тканевой несовместимостью, и преодолеть этот барьер пока не удается. Лишь точные знания наследственной детерминации совместимости и несовместимости помогут решить эту важную проблему. Для этого необходимы комплексные цитогенетические и иммунологические исследования.